# Sarıabat
Sarıabat ist ein Dorf im Landkreis Tavas in der türkischen Provinz Denizli. Sarıabat liegt etwa 31 km südlich der Provinzhauptstadt Denizli und 14 km nordwestlich von Tavas. Sarıabat hatte laut der letzten Volkszählung 1.316 Einwohner (Stand Ende Dezember 2010).